# نير عام
نير عام (بالعبرية: ניר עם) هي مستوطنة تقع في جنوب إسرائيل . قرب سديروت وعلى بعد حوالي كيلومترين من شمال قطاع غزة، وتغطي مساحة 20 ألف دونم. تقع تحت إدارة مجلس باب النقب الإقليمي. في 2019 بلغ عدد سكانها 611 نسمة.

## التاريخ
تأسست المستوطنة في 19 أغسطس 1943 من قبل مهاجرين يهود من بيسارابيا الذين كانوا أعضاء في حركة غوردونيا الشبابية، بما في ذلك تسفي غيرشوني، الذي أصبح فيما بعد عضوًا في الكنيست. ومع الوقت، انضم للكيبوتس أيضًا مهاجرين من الأرجنتين وفرنسا وجنوب إفريقيا. خلال حرب 1948 كانت المستوطنة مقرًا للواء النقب. وفي تقرير كتبه يعقوب ريفتين في مارس 1948 للتحقيق في الانتهاكات التي ارتكبتها عناصر الهاغاناه والبلماح، ظهر أن عربياً تم اعتقاله وتعذيبه وقتله.

خلال عملية طوفان الأقصى في 7 أكتوبر 2023، كانت نير عام واحدة من المستوطنات القليلة في غلاف غزة التي تجنبت الخسائر البشرية نتيجة سرعة تحرك قوات الأمن فيها، وتمكنت بقيادة إنبال ليبرمان من التصدي لهجوم المقاومة الفلسطينية، حيث خططت لعملية الدفاع وضمت جندياً إسرائيلياً سابقاً في القوات الخاصة كان يعيش في القرية.

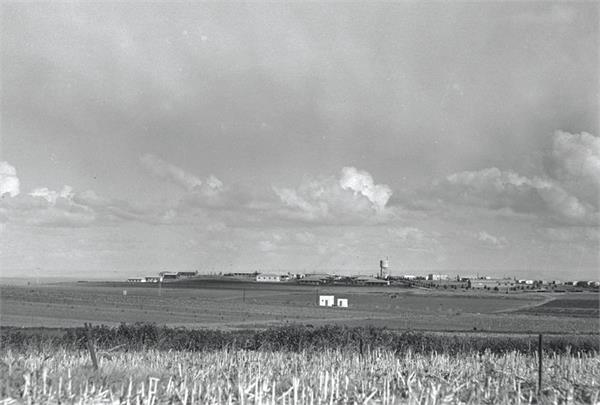
نير عام 1947
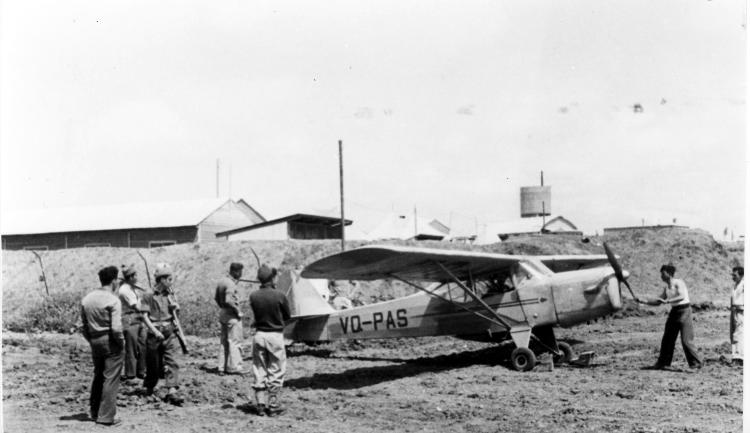
طيارو البلماح في نير عام، 1948
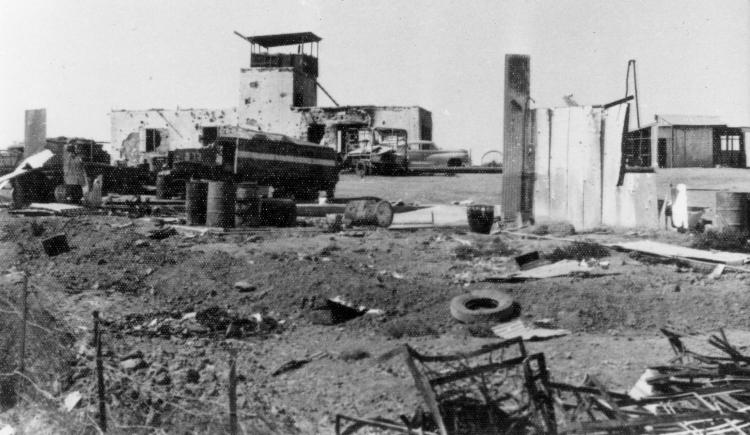
نير عام بعد القتال في 1948
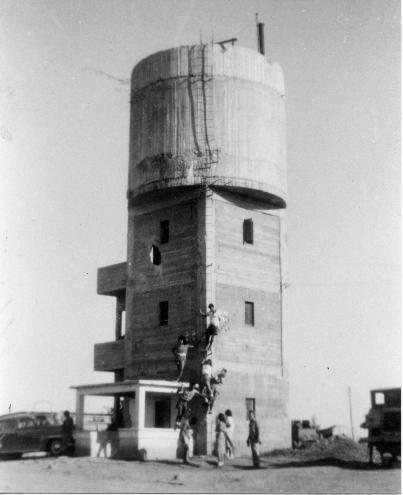
نير عام أثناء عملية يوآف ، أكتوبر 1948

## الاقتصاد والثقافة والمعالم

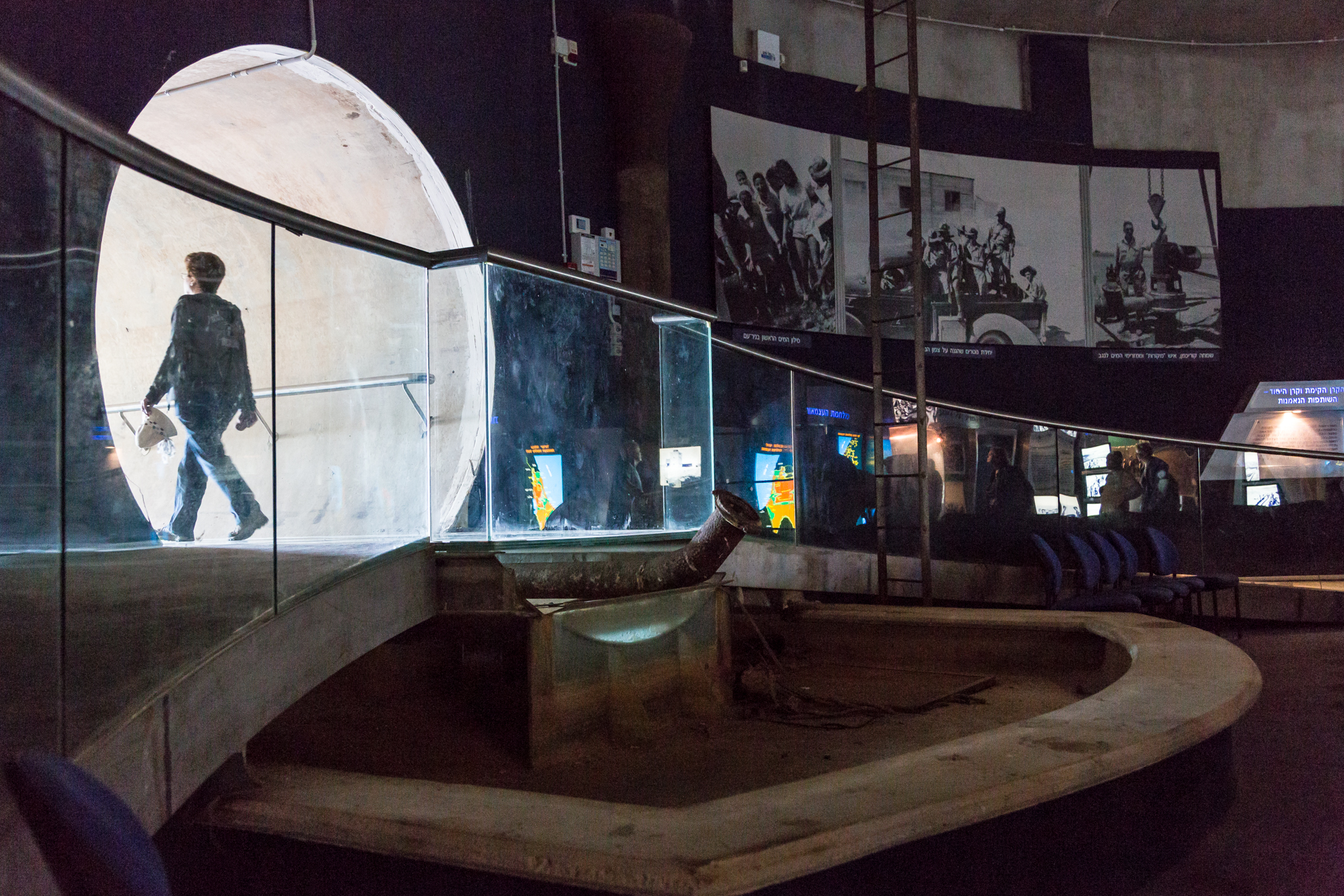
متحف المياه والأمن في النقب

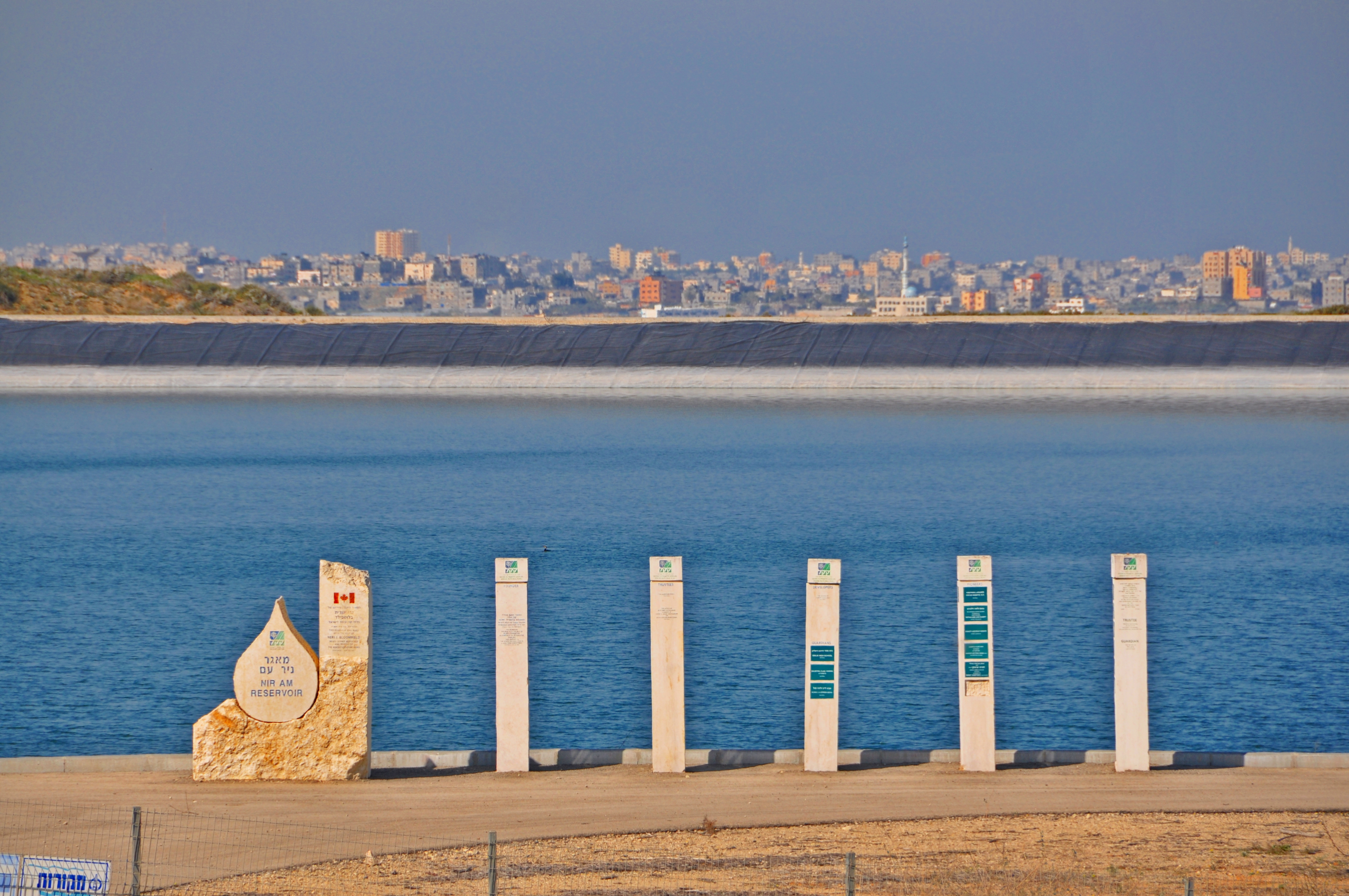
خزان مياه نير عام، وفي الخلفية بيت حانون في قطاع غزة

يقع متحف المياه والأمن بالنقب في نير عام، بجوار خزان مياه نير عام التابع لشركة ميكوروت.
يوفر مشهد أساف سيبوني الواقع في نقطة مراقبة قرب خزان مياه نير عام، إطلالة جيدة على قطاع غزة وخاصة بيت حانون وجباليا.

## شخصيات بارزة
- آدم نيومان (ولد في 1979)، رجل أعمال إسرائيلي أمريكي.